# Vanover
Un vanover és un menestral que tenia com a ofici fer vànoves i vendre-les. Els vanovers sovint estaven vinculats amb els teixidors i, especialment, amb els matalassers.
A Mallorca, els vanevers conformaven un col·legi professional juntament amb els matalassers. Va ser fundat el 1521, i celebraven la seva festivitat el dia de la Nativitat de la Mare de Déu (8 setembre).